# Can Paita
Can Paita és una casa del municipi de Campmany (Alt Empordà) protegida com a bé cultural d'interès local.

## Descripció
Situada dins del nucli urbà de la població de Campmany, a la banda sud-est del terme i amb la façana principal orientada a la plaça del Fort.
Edifici cantoner de planta rectangular format per tres cossos adossats amb un petit pati a la part posterior. El cos principal, format per cinc crugies perpendiculars a la façana, presenta la coberta de dues vessants de teula i està distribuït en planta baixa i pis. Totes les obertures són rectangulars, amb els brancals bastits amb carreus de pedra desbastada i les llindes planes, tot i que algunes són de recent obertura i a imitació de les originals. De la planta baixa destaca el portal de ponent, amb la llinda sostinguda amb permòdols. Del pis cal mencionar les finestres de llevant i ponent, amb les llindes gravades amb una creu grega dins d'un escut, i la finestra balconera central, amb la llinda adovellada regularment. A la part posterior hi ha una àmplia terrassa descoberta delimitada per una balustrada d'obra. Un gran portal d'arc rebaixat bastit en maons i actualment reformat, dona accés a l'edifici des del carrer lateral. A l'interior de la construcció, les estances situades a la banda de ponent estan cobertes per voltes de maó, mentre que la resta d'espais presenten cobertes de cairats de fusta. Algunes d'elles s'obren al pati mitjançant arcs de pedra motllurats. L'accés a la planta pis es fa per una escala situada al pati, on també hi ha un pou.
La construcció, actualment rehabilitada, està bastida amb pedra de mida mitjana sense treballar, lligada amb abundant morter de calç.

## Història
Segons els arxius del COAC, aquesta edificació és del segle xviii i està ubicada en l'interior del que era l'antic recinte del castell de Campmany. Durant els segles xviii i xix, aquesta i altres cases es van reformar i van eliminar part de les muralles, obrint i creant el que és avui la plaça del Fort.